# Middleton (Bitterley)
Middleton – wieś w Anglii, w hrabstwie Shropshire, w dystrykcie (unitary authority) Shropshire. W latach 1870–1872 osada liczyła 198 mieszkańców. Middleton jest wspomniana w Domesday Book (1086) jako Middeltone.